# Eli Sternberg
Eli Sternberg (Viena, 13 de novembro de 1917 — Pasadena, 8 de outubro de 1988) foi um engenheiro estadunidense natural da Áustria.
Iniciou seus estudos na Universidade Técnica de Viena, estudando arquitetura por dois anos, quando foi para Londres, fugindo dos nazistas devido ao Anschluss. Lá reiniciou seus estudos na Universidade de Londres, como aluno de engenharia. No ano seguinte emigrou para os Estados Unidos, continuando os estudos na Universidade Estadual da Carolina do Norte. Doutorou-se em engenharia civil, em 1945, no Instituto de Tecnologia de Illinois.

## Obras
- On some recent developments in the linear theory of elasticity, in: Structural Mechanics, Proc. First Symposium Naval Structural Mechanics, Pergamon Press 1960
- On Saint-Venant´s principle, Quart. Appl. Math., Volume 11, 1954, p. 393–402
- On the integration of the equations of motion in classical elasticity, Archive for Rational Mechanics and Analysis, Volume 6, 1960, p. 34–50
- com Eubanks: On the Completeness of the Boussinesq-Papkovitch Stress Functions, J. Rat. Mech. analysis, Volume 5, 1956, 735
- com Sadowsky: Stress concentration around an ellipsoidal cavity in an infinite body under arbitrary plane stress perpendicular of the axis of revolution of cavity, J. Applied Mechanics, Volume 14, 1947, p. 191–201, e Stress concentration around a triaxial ellipsoidal cavity, Volume 16, 1949, 149
- com Rosenthal: The elastic sphere under concentrated loads, J. Applied Mechanics, Volume 19, 1952, 413–421